# Feliks Zemdegs
Feliks Zemdegs, född 20 december 1995 i Melbourne, Australien, är en snabblösare av Rubiks kub. 
Han vann guld för standarden 3x3x3 i världsmästerskapet i Rubiks kub i Las Vegas 2013 och i São Paulo 2015.
Han använder för närvarande Fridrich-metoden för att lösa 3x3x3-kuben.